# Eccellenza Trentino-Alto Adige 1998-1999
Il campionato di Eccellenza Trentino-Alto Adige 1998-1999 è stato l'ottavo organizzato in Italia. Rappresenta il sesto livello del calcio italiano.
Questo è il campionato regionale della regione Trentino-Alto Adige (anche noto in tedesco come Oberliga, letteralmente "lega superiore").

## Squadre partecipanti
| Squadra                           | Città               |
| --------------------------------- | ------------------- |
| U.S. Anaune C.R.                  | Cles (TN)           |
| S.S. Benacense Riva               | Riva del Garda (TN) |
| F.C. Bolzano 1996                 | Bolzano (BZ)        |
| S.S.V. Bruneck Auswahl            | Brunico (BZ)        |
| U.S. Comano Terme e Fiavè         | Comano Terme (TN)   |
| S.S. Condinese                    | Condino (TN)        |
| A.C. Mezzocorona                  | Mezzocorona (TN)    |
| U.S. Mori Santo Stefano           | Mori (TN)           |
| S.V. Naturns                      | Naturno (BZ)        |
| U.S. Pieve di Bono                | Pieve di Bono (TN)  |
| A.S. Predaia Cassa Rurale Anaunia | Taio (TN)           |
| U.S. Rotaliana                    | Mezzolombardo (TN)  |
| S.V. Salurn Raiffeisen            | Salorno (BZ)        |
| S.V. Tramin                       | Termeno (BZ)        |
| S.V. Vahrn                        | Varna (BZ)          |
| U.S. C.R. Villazzano              | Trento (TN)         |

## Classifica finale
|  | Pos. | Squadra                      | Pt | G  | V  | N  | P  | GF | GS | DR  |
|  | ---- | ---------------------------- | -- | -- | -- | -- | -- | -- | -- | --- |
|  | 1.   | Mezzocorona                  | 69 | 30 | 20 | 9  | 1  | 53 | 17 | +36 |
|  | 2.   | Bolzano                      | 66 | 30 | 19 | 9  | 2  | 45 | 18 | +27 |
|  | 3.   | Benacense 1905               | 49 | 30 | 13 | 10 | 7  | 47 | 37 | +10 |
|  | 4.   | Cassa Rurale Villazzano      | 48 | 30 | 13 | 9  | 8  | 38 | 28 | +10 |
|  | 5.   | Comano Terme e Fiavè         | 47 | 30 | 11 | 14 | 5  | 42 | 30 | +12 |
|  | 6.   | Tramin                       | 40 | 30 | 10 | 10 | 10 | 40 | 48 | -8  |
|  | 7.   | Naturns                      | 38 | 30 | 10 | 8  | 12 | 33 | 43 | -10 |
|  | 8.   | Anaune C. R. Tuenno          | 37 | 30 | 9  | 10 | 11 | 36 | 37 | -1  |
|  | 9.   | Mori Santo Stefano           | 36 | 30 | 9  | 9  | 12 | 30 | 35 | -5  |
|  | 10.  | Rotaliana                    | 35 | 30 | 8  | 11 | 11 | 35 | 39 | -4  |
|  | 11.  | Vahrn                        | 35 | 30 | 9  | 8  | 13 | 43 | 48 | -5  |
|  | 12.  | Salurn Raiffeisen            | 34 | 30 | 8  | 10 | 12 | 35 | 41 | -6  |
|  | 13.  | Condinese                    | 33 | 30 | 7  | 12 | 11 | 39 | 37 | +2  |
|  | 14.  | Pieve di Bono                | 33 | 30 | 7  | 12 | 11 | 30 | 38 | -8  |
|  | 15.  | Predaia Cassa Rurale Anaunia | 22 | 30 | 4  | 10 | 16 | 34 | 54 | -20 |
|  | 16.  | Bruneck Auswahl              | 18 | 30 | 3  | 9  | 18 | 29 | 59 | -30 |

## Spareggi

### Spareggio 13º posto
| Squadra 1 | Risultato | Squadra 2     |
| --------- | --------- | ------------- |
| Condinese | 1 - 0     | Pieve di Bono |

| ??? 1999 | Condinese | 1 – 0 | Pieve di Bono |  |

## Fonti e bibliografia
- L'Annuario F.I.G.C. 1998-99, Roma (1999) conservato presso:
  - tutti i Comitati Regionali F.I.G.C.-L.N.D.;
  - la Lega Nazionale Professionisti a Milano;
  - la Biblioteca Nazionale Centrale di Firenze;
  - la Biblioteca Nazionale Centrale di Roma.
- Nicola Binda, Roberto Cominoli, Uomini e Gol Stagione 1998/99, Novara, Tribuna Sportiva di Novara, 1999.
- Carlo Fontanelli, Annogol 2001, Empoli, Geo Edizioni, 2001.